# Жолоб Бофорта
Жолоб Бофорта — океанічний жолоб між Північною Ірландією і Шотландією в Північній протоці. 
- Довжина  50 км,
- Ширина 3,5 км  і 2
- Глибина 200-300 м.

Через свою глибину і близькість до військового порту Кайрнріан, він став у Великій Британії найбільшим звалищем для звичайних і хімічних боєприпасів після Другої світової війни, у липні 1945 року, 14,500 тонн 5-дюймових артилерійських ракет в спорядженні фосгеном були скинуті у жолоб Бофорта. 
Боєприпаси згодом випливають на пляжах у цьому районі. Зокрема, у 1995, запальні пристроїв були виявлені на узбережжі Шотландії і Північної Ірландії. Це збіглося з прокладкою Трубопроводу Шотландія Північна Ірландія, 24-дюймовий газопровід будується компанією British Gas.
Проекти будівництва залізничного тунелю між Ірландією і Шотландією були запропоновані в різні періоди з кінця дев'ятнадцятого століття. Жолоб Бофорта завжди був провідною проблемою для таких пропозицій, як з точки зору практичності і вартості.